# Вилен, Эрик
Эрик Вильгельм Вилен (швед. Erik Vilhelm Wilén; 15 июля 1898, Гельсингфорс, Великое княжество Финляндское — 23 июля 1982, Хельсинки, Финляндия) — финский легкоатлет, призёр Олимпийских игр.

## Биография
Родился в 1898 году в Гельсингфорсе (Великое княжество Финляндское). В 1920 году он принял участие в Олимпийских играх в Антверпене но не прошёл отборочных состязаний. В 1924 году на Олимпийских играх в Париже он завоевал серебряную медаль на дистанции 400 м с барьерами. В 1928 году он принял участие в Олимпийских играх в Амстердаме, но не завоевал медалей.